# Arrondissements de Montréal
Pour un article plus général, voir Montréal.
Le territoire de la ville de Montréal est subdivisé en 19 arrondissements. Chaque arrondissement est dirigé par un conseil d'arrondissement qui possède des pouvoirs, des compétences et des obligations relatives à l’urbanisme, la sécurité incendie et la sécurité civile, l’environnement, le développement économique local, communautaire, culturel et social, la culture, les loisirs, les parcs et la voirie locale. La ville de Montréal est subdivisée en arrondissements depuis les réorganisations municipales de 2001.
À l’exception de l'arrondissement Ville-Marie dirigé par la mairesse de Montréal, chaque conseil d'arrondissement est dirigé par un ou une maire, qui siège aussi au Conseil de ville de Montréal, et de conseillers ou conseillères. Tout dépendant de l'arrondissement, les conseillers peuvent également siéger au conseil de ville (conseillers/conseillère de ville) ou exclusivement au conseil d'arrondissement (conseillers/conseillère d'arrondissement). Les membres du conseils d’arrondissement sont élus par scrutin uninominal majoritaire à un tour tous les 4 ans, lors des élections municipales québécoises.

## Liste des arrondissements actuels
- Ahuntsic-Cartierville
- Anjou
- Côte-des-Neiges–Notre-Dame-de-Grâce
- Lachine
- LaSalle
- Le Plateau-Mont-Royal
- Le Sud-Ouest
- L'Île-Bizard–Sainte-Geneviève
- Mercier–Hochelaga-Maisonneuve
- Montréal-Nord
- Outremont
- Pierrefonds-Roxboro
- Rivière-des-Prairies–Pointe-aux-Trembles
- Rosemont–La Petite-Patrie
- Saint-Laurent
- Saint-Léonard
- Verdun
- Ville-Marie
- Villeray–Saint-Michel–Parc-Extension

## Pouvoirs attribués
Essentiellement, les arrondissements assument les pouvoirs de portée locale dans les domaines suivants :
- l’urbanisme
- la gestion financière
- la culture
- les loisirs
- les parcs
- l’habitation
- la voirie
- l’enlèvement des matières résiduelles
- le développement social et communautaire
- les ressources humaines
- la prévention en matière d’incendie
- la tarification non fiscale.

## Statistiques
| No    | Nom                                      | Superficie (km2) | Population (2021) | Densité (2016) habitants / km2 |
| ----- | ---------------------------------------- | ---------------- | ----------------- | ------------------------------ |
| 1     | Ahuntsic-Cartierville                    | 24,2             | 135 336           | 5 547,3                        |
| 2     | Anjou                                    | 13,7             | 43 243            | 3 123,8                        |
| 3     | Côte-des-Neiges–Notre-Dame-de-Grâce      | 21,4             | 170 583           | 7 781,3                        |
| 4     | Lachine                                  | 17,7             | 46 428            | 2 513,5                        |
| 5     | LaSalle                                  | 16,3             | 82 235            | 4 714,9                        |
| 6     | Le Plateau-Mont-Royal                    | 8,1              | 105 813           | 12 839,5                       |
| 7     | Le Sud-Ouest                             | 15,7             | 84 553            | 4 977,8                        |
| 8     | L'Île-Bizard–Sainte-Geneviève            | 23,6             | 18 885            | 780,2                          |
| 9     | Mercier–Hochelaga-Maisonneuve            | 25,4             | 140 627           | 5 355,3                        |
| 10    | Montréal-Nord                            | 11,1             | 88 471            | 7 588,6                        |
| 11    | Outremont                                | 3,9              | 24 629            | 6 142,1                        |
| 12    | Pierrefonds-Roxboro                      | 27,1             | 70 382            | 2 557,1                        |
| 13    | Rivière-des-Prairies–Pointe-aux-Trembles | 42,3             | 107 941           | 2 523,5                        |
| 14    | Rosemont–La Petite-Patrie                | 15,9             | 141 813           | 8 779,2                        |
| 15    | Saint-Laurent                            | 42,8             | 102 104           | 2 309,1                        |
| 16    | Saint-Léonard                            | 13,5             | 79 495            | 5 800,0                        |
| 17    | Verdun                                   | 9,7              | 70 377            | 7 137,0                        |
| 18    | Ville-Marie                              | 16,5             | 104 944           | 5 404,2                        |
| 19    | Villeray–Saint-Michel–Parc-Extension     | 16,5             | 145 090           | 8 718,4                        |
| TOTAL | TOTAL                                    | 365,2            | 1 762 949         | 4 667,8                        |

## Historique

### Origines
Le 5 juin 1832 est proclamé l'Acte pour incorporer la Cité de Montréal, cet acte mentionne que la ville sera divisée en huit quartiers (Gulielmi VI, chapitre 54):  
- Quartier Est
- Quartier Ouest
- Sainte-Anne
- Saint-Joseph
- Saint-Antoine
- Saint-Laurent
- Saint-Louis
- Sainte-Marie

### 1988
Le règlement 7988 est adopté le 13 décembre 1988 par le conseil de ville afin de créer 9 comités-conseils d'arrondissements:
- Ahuntsic/Cartierville
- Côte-des-Neiges/Notre-Dame-de-Grâce
- Mercier/Hochelaga-Maisonneuve
- Plateau Mont-Royal/Centre-Sud
- Rivière-des-Prairies/Pointe-aux-Trembles
- Rosemont/Petite-Patrie
- Sud-Ouest
- Ville-Marie
- Villeray/Saint-Michel/Parc-Extension

### 1995
Les comités-conseils d'arrondissements créés sous le règlement 7988 sont abolis et remplacés par seize comités-conseils de quartiers à la suite de l'adoption du règlement 95-205:
- Ahuntsic
- Cartierville
- Côte-des-Neiges
- Hochelaga-Maisonneuve
- Mercier
- Notre-Dame-de-Grâce
- Nouveau-Rosemont
- Petite-Patrie
- Plateau Mont-Royal
- Pointe-aux-Trembles
- Rivière-des-Prairies
- Rosemont
- Saint-Michel
- Sud-Ouest
- Ville-Marie
- Villeray-Parc-Extension (en 2001, Parc-Extension et Villeray deviennent des districts individuels)

### «Une île, une ville»
En 1997, Pierre Bourque et d'autres maires du Québec présentent un mémoire au gouvernement Lucien Bouchard. Ce mémoire réclamait dans le délai d'un an, la fusion des municipalités formant ces agglomérations urbaines. Dans le cas de Montréal, la ville fusionnerait avec les 27 autres municipalités de l'île.

#### Les arrondissements entre 2002 et 2005
Voici la liste des arrondissements qui ont existé du 1er janvier 2002 au 31 décembre 2005 sous la loi provinciale 170:
| nom de l'arrondissement                               | composition                                                                       |
| ----------------------------------------------------- | --------------------------------------------------------------------------------- |
| Ahuntsic-Cartierville                                 | quartiers d'Ahuntsic et Cartierville                                              |
| Anjou                                                 | ville d'Anjou                                                                     |
| Beaconsfield–Baie-D'Urfé                              | villes de Baie-D'Urfé et Beaconsfield                                             |
| Côte-des-Neiges–Notre-Dame-de-Grâce                   | quartiers de Côte-des-Neiges et Notre-Dame-de-Grâce                               |
| Côte-Saint-Luc–Hampstead–Montréal-Ouest               | cité de Côte-Saint-Luc et villes d'Hampstead et Montréal-Ouest                    |
| Dollard-des-Ormeaux–Roxboro                           | villes de Dollard-des-Ormeaux et Roxboro                                          |
| Dorval–L'Île-Dorval                                   | cité de Dorval et ville de L'Île-Dorval                                           |
| Kirkland                                              | ville de Kirkland                                                                 |
| L'Île-Bizard–Sainte-Geneviève–Sainte-Anne-de-Bellevue | villes de L'Île-Bizard, Sainte-Anne-de-Bellevue et Sainte-Geneviève               |
| Lachine                                               | ville de Lachine                                                                  |
| LaSalle                                               | ville de LaSalle                                                                  |
| Mercier–Hochelaga-Maisonneuve                         | quartiers d'Hochelaga-Maisonneuve et Mercier                                      |
| Mont-Royal                                            | ville de Mont-Royal                                                               |
| Montréal-Nord                                         | ville de Montréal-Nord                                                            |
| Outremont                                             | ville d'Outremont                                                                 |
| Pierrefonds–Senneville                                | ville de Pierrefonds et village de Senneville                                     |
| Pointe-Claire                                         | ville de Pointe-Claire                                                            |
| Rivière-des-Prairies–Pointe-aux-Trembles–Montréal-Est | quartiers de Pointe-aux-Trembles et Rivière-des-Prairies et ville de Montréal-Est |
| Rosemont–La Petite-Patrie                             | quartiers de La Petite-Patrie et Rosemont                                         |
| Saint-Laurent                                         | ville de Saint-Laurent                                                            |
| Saint-Léonard                                         | ville de Saint-Léonard                                                            |
| Verdun                                                | ville de Verdun                                                                   |
| Villeray–Saint-Michel–Parc-Extension                  | quartiers de Parc-Extension, Saint-Michel et Villeray                             |
| Westmount                                             | ville de Westmount                                                                |

Le Plateau-Mont-Royal, Le Sud-Ouest et Ville-Marie n'ont subi aucune modification.

### 2006 à nos jours
Le 1er janvier 2006, 15 villes ayant fusionné avec Montréal en 2002 sont reconstituées. La nouvelle ville de Montréal a dû réorganiser ses arrondissements.